# Кумихо

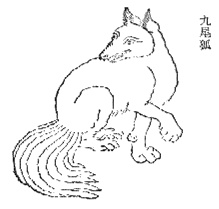

Кумихо (кор. 구미호?, 九尾狐?, дословно 'девятихвостая лиса') — существо из корейской мифологии, представляющее собой лису с девятью хвостами, способную превращаться в женщину или мужчину-оборотня. Легенды о таком существе имели распространение во многих регионах Восточной Азии (ср. японскую кицунэ).

## Общее описание
Согласно большинству легенд, кумихо может стать любая лиса, которой удаётся прожить тысячу лет. После превращения лиса получает способность превращаться в красивую девушку, которая в легендах практически всегда играет отрицательную роль, часто соблазняя мужчин, после чего убивая их и съедая их сердце или печень. В некоторых легендах указывалось, что истинную сущность Кумихо можно увидеть, только если снять с неё всю одежду, а также что на Кумихо в облике женщины всегда агрессивно реагируют охотничьи собаки, чующие запах лисы, поскольку сущность у Кумихо всё равно остаётся лисьей.
В некоторых ранних китайских легендах Кумихо иногда предстаёт в роли доброжелательного помощника человека или наивного персонажа, но в более поздних сказаниях она почти всегда предстаёт как страшный и враждебный человеку оборотень. Помимо убийств, Кумихо часто отводится роль пожирательницы сердец мёртвых, бродящей ночами по кладбищам.
Согласно легендам, Кумихо может превратиться в человека, если будет выполнено хотя бы одно из трёх условий: она будет воздерживаться от поедания трупов и убийств людей в течение тысячи дней; человек, узнавший её как Кумихо, когда она будет в человеческом облике, сохранит эту тайну в течение десяти лет; Кумихо съест печени тысячи мужчин в течение тысячи лет (если же этого не произойдёт, то она распадётся на множество мелких пузырьков); к первому условию (которое тогда сокращается до ста дней) иногда добавляется требование оказывать помощь любому человеку, который будет нуждаться в этом.

## В культуре
Кумихо и истории о ней остаются популярным мотивом и в современной южнокорейской и мировой популярной культуре, часто становясь основой сюжета для фильмов разных жанров — от ужастиков до комедий. Наиболее известны следующие произведения:
- «Девятихвостая лисица» (ужасы, 1994 год);
- «Наруто» (манга, 1999 год); в главном герое запечатан Девятихвостый Демон-Лис (яп. 九尾の妖狐), по имени Курама (яп. 九喇嘛)
- «Лисья семейка» (музыкальная комедия, 2006 год);
- «Девочка-лисичка» (мультфильм, 2007 год);
- «Моя девушка — кумихо» (романтическая мелодрама, 2010 год);
- «Месть Кумихо» (драма, 2010 год);
- SCP-953, Полиморфный гуманоид, (статья, 2011);
- «Тысячный мужчина» (драма, 2012 год);
- «Маникюрный салон „Париж“» (комедия, мистика, романтика, 2013 год).
- «Легенда о полукровке» / «Книга семьи Гу» / «Рукописи рода Ку» / «Книга девяти домов» / Gu Family Book / The legend of the half-blood / The Gu (Nine) family’s Book (исторический, мелодрама 2013 год).
- «Сказание о Кумихо» / «Tale of the Nine tailed» /구미호뎐 / The Story of Gumiho / Tale of Gumiho / Легенда о Кумихо / Сказка о девятихвостом лисе / История девятихвостого лиса (романтика, триллер, фэнтези, боевик, драма), 2020 год
- «Страна Лафкрафта» /Lovecraft Country (сериал Жанр: триллеры, ужасы, фэнтези,2020 год)
- «Любовь, смерть и роботы», 1 сезон 8 серия (анимационный сериал-антология, 2019 год).
- «Пугающее сожительство» (мелодрама, фэнтези 2021 год) — «Мой сосед – кумихо» / «Gan tteoleojineun donggeo».
- История девятихвостого лиса 1938 (Дорама Южная Корея) 2023 г.